# Лазарев, Иван Артемьевич
Иван Артемьевич Лазарев (23 января (4 февраля) 1865, село Никульское, Коломского уезда, Московской губернии — 1933, Ярославль) — ярославский фотограф, педагог, краевед.

## Биография
Родился 23 января 1865 года в селе Никульское Коломского уезда Московской губернии. Окончил Московский учительский институт в 1886 году. Работал учителем в Угличском городском училище, а с 1889 года в Ярославском городском училище, преподавал также в Ярославской городской торговой школе и в гимназии П. Д. Антиповой. Член Ярославского естественно-исторического общества с 1902 года и Ярославской губернской учёной архивной комиссии с 1907 года.
Как фотограф активно сотрудничал с издательством К. Ф. Некрасова, выполнил все фотографии для монографий по древнерусскому искусству, вышедших в издательстве. С 1918 года возглавлял лабораторию фотографического отдела при Управлении работ по восстановлению города, подготовившую несколько сотен видов разрушенного Ярославля. Один из основателей Ярославского фотографического общества. Председатель Ярославского художественного общества.
Умер, вероятно, в 1933 году.